# Giải bóng đá nhi đồng toàn quốc
Giải bóng đá nhi đồng toàn quốc (hay còn gọi là Giải bóng đá U-11 Quốc gia) là giải đấu bóng đá quốc gia thường niên dành cho lứa tuổi dưới 11 do báo Thiếu niên Tiền phong và Nhi đồng và Liên đoàn bóng đá Việt Nam phối hợp tổ chức. Từ năm 2000 trở về trước, giải dành cho các cầu thủ dưới 12 tuổi. Giải được thi đấu trên sân futsal.

## Các đội đoạt huy chương
| Năm                                    | Nơi đăng cai          | Chung kết            | Chung kết   | Chung kết         | Hạng ba                               |
| Năm                                    | Nơi đăng cai          | Vô địch              | Tỷ số       | Á quân            | Hạng ba                               |
| -------------------------------------- | --------------------- | -------------------- | ----------- | ----------------- | ------------------------------------- |
| Giải bóng đá U-12 Quốc gia (1996–2000) |                       |                      |             |                   |                                       |
| 1996                                   | Hà Nội                | Quảng Ninh           | 3–2         | Khánh Hòa         | Sông Lam Nghệ An                      |
| 1997                                   | Không rõ              | Thái Bình            | Không rõ    | Sông Lam Nghệ An  | Không rõ                              |
| 1998                                   | Không rõ              | Thái Nguyên          | 1–0         | Gia Lai           | Khánh Hòa và Sông Lam Nghệ An         |
| 1999                                   | Thành phố Hồ Chí Minh | Tuyên Quang          | 1–0         | Gia Lai           | Sông Lam Nghệ An và Bắc Giang         |
| 2000                                   | Không rõ              | Hải Phòng            | 1–0         | Tây Ninh          | Sông Lam Nghệ An và Đà Nẵng           |
| Giải bóng đá U-11 Quốc gia (2001–nay)  |                       |                      |             |                   |                                       |
| 2001                                   | Thành phố Hồ Chí Minh | Sông Lam Nghệ An     | 3–0         | Đắk Lắk           | Gia Lai                               |
| 2002                                   | Thành phố Hồ Chí Minh | Sông Lam Nghệ An (2) | 2–0         | Hà Tĩnh           | Hòa Bình và Đắk Lắk                   |
| 2003                                   | Thành phố Hồ Chí Minh | Đắk Lắk              | 1–0         | Hà Tĩnh           | Sông Lam Nghệ An và Quảng Trị         |
| 2004                                   | Khánh Hòa             | Khánh Hòa            | 5–1         | Tuyên Quang       | Đà Nẵng và Thái Bình                  |
| 2005                                   | Thành phố Hồ Chí Minh | Khánh Hòa (2)        | 3–1         | Đà Nẵng           | Tuyên Quang và Thành phố Hồ Chí Minh  |
| 2006                                   | Khánh Hòa             | Khánh Hòa (3)        | 3–1         | Thái Bình         | An Giang và Tuyên Quang               |
| 2007                                   | Thành phố Hồ Chí Minh | Hải Dương            | 4–1         | Gia Lai           | Bình Định và Đắk Lắk                  |
| 2008                                   | Đắk Lắk               | Đắk Lắk (2)          | 2–0         | Gia Lai           | Thái Bình và Hà Nội                   |
| 2009                                   | Hải Dương             | Hải Dương (2)        | 2–1         | Đắk Lắk           | Sông Lam Nghệ An và Vĩnh Phúc         |
| 2010                                   | Thái Nguyên           | T&T Thái Bình (2)    | 2–0         | Viettel           | Thái Nguyên và Ninh Thuận             |
| 2011                                   | Đắk Lắk               | PVF                  | 2–0         | Hải Dương         | Tuyên Quang và Quảng Ngãi             |
| 2012                                   | Vĩnh Phúc             | Đắk Lắk (3)          | 2–0         | Hải Dương         | Thanh Hóa và Hòa Bình                 |
| 2013                                   | Nghệ An               | Hải Dương (3)        | 2–2 (4–1 p) | Thái Bình         | Phú Yên và Yên Bái                    |
| 2014                                   | Cần Thơ               | Hải Dương (4)        | 2–2 (5–4 p) | Thái Bình         | Phú Yên và Long An                    |
| 2015                                   | Thái Bình             | Hải Dương (5)        | 3–1         | Thái Bình         | Sông Lam Nghệ An và Phù Đổng          |
| 2016                                   | Thanh Hóa             | FLC Thanh Hóa        | 5–0         | Hải Dương         | SHB Đà Nẵng và Thái Bình              |
| 2017                                   | Đà Nẵng               | Sông Lam Nghệ An (3) | 3–0         | Gia Bảo Hải Dương | SHB Đà Nẵng và Phú Yên                |
| 2018                                   | Thái Bình             | Sông Lam Nghệ An (4) | 1–1 (2–1 p) | Hưng Yên          | Đắk Lắk và Hà Nội                     |
| 2019                                   | Đắk Lắk               | Sông Lam Nghệ An (5) | 4–0         | Hà Nội            | PVF và Quảng Ngãi                     |
| 2020                                   | Phú Yên               | Sông Lam Nghệ An (6) | 3–0         | Phú Yên           | Gia Bảo Hải Dương và PVF              |
| 2022                                   | Khánh Hòa             | Sông Lam Nghệ An (7) | 2–1         | Hải An Tây Ninh   | Navy Phú Nhuận Sài Gòn và T&T VSH     |
| 2023                                   | Đắk Lắk               | Navy Phú Nhuận       | 2–1         | Hưng Yên          | Sông Lam Nghệ An và Gia Bảo Hải Dương |
| 2024                                   | Bắc Ninh              | Sông Lam Nghệ An     | 1–0         | Bắc Ninh          | Thái Nguyên và Việt Hùng Thanh Hóa    |
| 2025                                   | Đà Nẵng               | Hưng Yên             | 1–0         | Bắc Ninh          | Lạng Sơn và Việt Hùng Thanh Hóa       |

## Bảng tổng sắp huy chương
| Hạng | Đội bóng              | Vô địch | Á quân | Hạng ba |
| ---- | --------------------- | ------- | ------ | ------- |
| 1    | Sông Lam Nghệ An      | 7       | 1      | 8       |
| 2    | Hải Dương             | 5       | 4      | 2       |
| 3    | Đắk Lắk               | 3       | 2      | 3       |
| 4    | Khánh Hòa             | 3       | 1      | 1       |
| 5    | Thái Bình             | 2       | 4      | 3       |
| 6    | Hưng Yên              | 1       | 2      | 0       |
| 7    | Tuyên Quang           | 1       | 1      | 3       |
| 8    | Thanh Hóa             | 1       | 0      | 3       |
| 9    | PVF                   | 1       | 0      | 2       |
| 9    | Thái Nguyên           | 1       | 0      | 2       |
| 11   | Navy Phú Nhuận        | 1       | 0      | 1       |
| 12   | Hải Phòng             | 1       | 0      | 0       |
| 12   | Quảng Ninh            | 1       | 0      | 0       |
| 14   | Hoàng Anh Gia Lai     | 0       | 4      | 1       |
| 15   | Bắc Ninh              | 0       | 2      | 0       |
| 15   | Hồng Lĩnh Hà Tĩnh     | 0       | 2      | 0       |
| 15   | Tây Ninh              | 0       | 2      | 0       |
| 18   | Đà Nẵng               | 0       | 1      | 4       |
| 19   | Phú Yên               | 0       | 1      | 3       |
| 20   | Hà Nội (2006)         | 0       | 1      | 1       |
| 21   | Thể Công              | 0       | 1      | 0       |
| 22   | Hòa Bình              | 0       | 0      | 2       |
| 22   | Quảng Ngãi            | 0       | 0      | 2       |
| 24   | An Giang              | 0       | 0      | 1       |
| 24   | Bắc Giang             | 0       | 0      | 1       |
| 24   | Bình Định             | 0       | 0      | 1       |
| 24   | Hà Nội (1956)         | 0       | 0      | 1       |
| 24   | Lạng Sơn              | 0       | 0      | 1       |
| 24   | Long An               | 0       | 0      | 1       |
| 24   | Ninh Thuận            | 0       | 0      | 1       |
| 24   | Phù Đổng              | 0       | 0      | 1       |
| 24   | Quảng Trị             | 0       | 0      | 1       |
| 24   | Thành phố Hồ Chí Minh | 0       | 0      | 1       |
| 24   | T&T VSH               | 0       | 0      | 1       |
| 24   | Vĩnh Phúc             | 0       | 0      | 1       |
| 24   | Yên Bái               | 0       | 0      | 1       |